# Jules Thiriar
Jules Adrien Thiriar (Saint-Vaast, 24 maart 1846 - Ukkel, 29 juni 1913) was een Belgisch volksvertegenwoordiger.

## Levensloop
Thiriar was een zoon van de rentenier Adrien Thiriar en van Léocadie Bricourt. Hij trouwde met Louise Thiriar.
Hij behaalde een graduaat in de letteren (1865) en promoveerde tot doctor in de geneeskunde (1871) aan de ULB. Hij debuteerde in de Weldadigheidsdienst van de gemeente Elsene. Na een studiereis naar Wenen, werd hij specialist in het bestrijden van epidemieën. Hij werd chirurg aan het Brusselse Sint-Janshospitaal (1886) en het Sint-Pietershospitaal (1890). Vanaf 1891 was hij hoogleraar chirurgische pathologie aan de ULB. Hij kreeg bekendheid door zijn publicaties over hernia, knieoperaties en nieroperaties. Op het einde van zijn carrière werd hij opgevolgd door Antoine Depage.
Van 1906 tot 1909 was hij lijfarts van koning Leopold II. Hij was ook de arts van koningin Maria Hendrika. Hij werd vriend en vertrouweling van de koning.
Na een paar jaar provincieraadslid te zijn geweest voor Brabant, werd hij verkozen tot liberaal volksvertegenwoordiger voor het arrondissement Zinnik en vervulde dit mandaat van 1886 tot 1900.
Hij werd:
- lid van de Koninklijke Academie voor Geneeskunde van België,
- bestuurder van de ULB,
- lid van de Belgische Vereniging voor Chirurgie,
- lid van de Vereniging voor pathologische anatomie,
- lid van het directiecomité van het Belgische Rode Kruis,
- lid van het comité van het Congolese Rode Kruis,
- lid van het Internationaal Koloniaal Instituut.

Hij was ook actief in de ondernemerswereld:
- bestuurder van L'Etoile, levensverzekeringen,
- bestuurder van de Compagnies des Magasins Généraux du Congo,
- ondervoorzitter van de Charbonnages du Nord-Ouest de Bohême,
- bestuurder van Les Propriétaires Réunis,
- bestuurder van Ateliers du Thiriau,
- bestuurder van Charbonnages Limbourg-Meuse,
- bestuurder Tramways Intercommunaux,
- bestuurder Charbonnages du Houssu.

Hij werd vrijmetselaar in de loge Les Vrais Amis de l'Union et du Progrès. In 1889 werd hij in de Opperaad van België opgenomen in de 33ste Graad.

## Publicaties
- De la pleurésie purulente chez les enfants, Brussel, H. Manceaux, 1877.
- Entretiens chirurgicaux faits à l'hôpital Saint-Jean pendant les années 1886 à 1890, Brussel, H. Manceaux, 1891

## Eerbetoon
- In Laken en Jette is er een Thiriarlaan.
- In het Brugmannhospitaal draagt een laan binnen het domein de naam van Jules Thiriar.